# 登嘉楼唐人坡
5°19′59″N 103°07′57″E / 5.3329501°N 103.132552°E
登嘉楼唐人坡（马来语：Kampung Cina，爪夷文：كامڤوڠ چينا，白话字：tn̂g-lâng-pho）是一个位于马来西亚登嘉楼首府瓜拉登嘉楼的唐人街，坐落于万达路（Jalan Bandar，前称Jalan Kampung Cina）及瓜登市中心靠近即将流入南海的登嘉楼河。登嘉楼唐人坡是东南亚最早的华人聚集地之一，而区内有庄严的旧式住宅、寺庙、店屋和商业场所。该唐人坡规模小，但其道路两旁皆有丰富多彩的复古商店。
瓜拉登嘉楼唐人街在十九世纪末由当地华社创立。它曾经是当地的商贸枢纽，并帮助瓜拉登嘉楼升格为今日的繁荣和平。华人先贤根据其家乡的模样建造传统商店。该建筑物已被联合国教科文组织世界纪念碑观察计划宣布为遗产，并每年资助该地进行保护。

## 历史

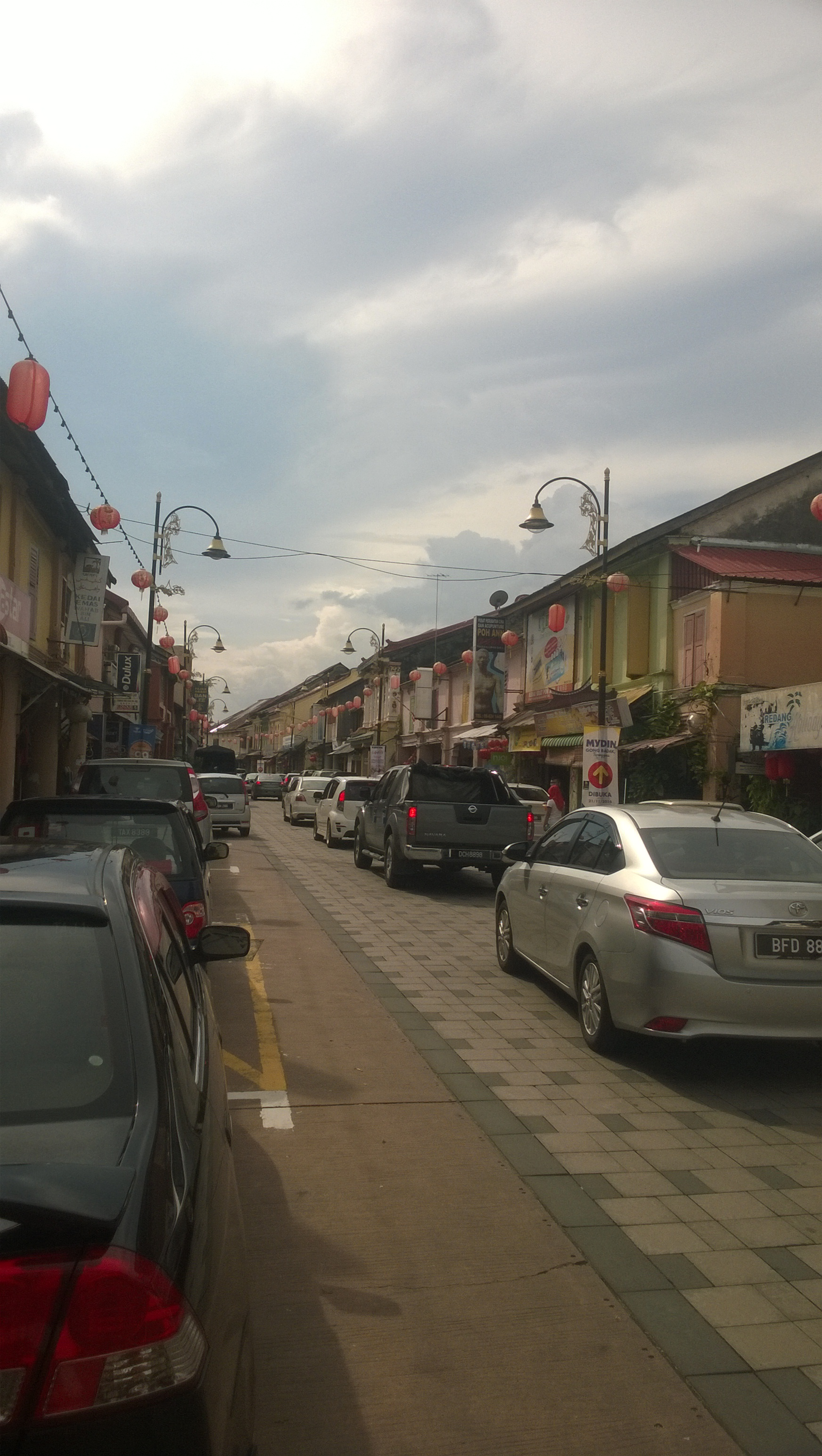
唐人坡内狭窄的街道

瓜拉登嘉楼的唐人街靠近瓜拉登加楼市中心，是瓜拉登嘉楼的主要华人聚居点。1719年，华人村庄聚居点的房屋比现有商店超过1000座，这些建筑至少有200年的历史，期间曾获亚历山大·汉密尔顿和约瑟夫·杰克逊上尉访问，并记载在两人的文库，与其相同的有1893年的托马斯·约翰·纽伯尔德、1836年的文西阿都拉等人。然而，1880年代初的一场大火几乎摧毁了该地大部分的房屋，随后许多房屋亦被重建。
唐人坡开埠的具体日期并没有明确的记载，因为当地尚未进行考古挖掘，以保存其作为城市一部分的价值。许多现居在唐人坡的华人可能是在16世纪下南洋来到登嘉楼定居的第一批华人后裔。因此，许多居民将他们的房子视为祖先遗留下来的家产，并将房子传给下一代。如今，多间老旧失修的房屋在进行保护及改造工程。

### 早期华人在唐人坡的证据
当亚历山大·汉密尔顿和约瑟夫·杰克逊船长分别在1719年和1764年访问瓜拉登嘉楼时，他们在报告中记载了唐人坡华人的存在。亚历山大写道：
（原文）Trangano ........ about one thousand houses in it, not built in regular streets, ....... The Town is above half-peopled with Chinese, who have a good trade for three to four Jonks yearly, ....... The product of the country are Pepper and Gold, which are mostly exported by the Chinese. About 300 tons are the common Export of Pepper, ........——Alexander Hamilton
（中译）瓜登.......有大约一千座房子，并没有建在平常的街道，.......市内一半以上的居民为华人，每年约三四艘中国船只前来瓜登，.......该国主要生产胡椒和黄金，多数由华人负责进行贸易出口。另外。其中出口的约300吨为普通的胡椒，........——亚历山大•汉密尔顿
1838 年，当文学作家文西阿都拉来到瓜登时，他看到这里已经形成一个规模颇大的华人社区，当时瓜登已有一名华人甲必丹，名为甲必丹林永发（1798-1847），也是瓜登的第三位甲必丹。他也很可能看到在苏丹穆罕默德期间建立的混凝土桥梁（1837-1839年），因为在他1838年第二次访问这里时在书中提到桥梁。
1839年，托马斯·约翰·纽伯尔德（Thomas John Newbold）也提到了瓜登：
（原文）... the Malay town of Tringanu in 1828 was large and populous .... The Chinese are numerous, and live principally in strong brick-built houses, which now exhibit every appearance of an old and long established colony. The Chinese population of the town is estimated at 600, that of the Malays from 15,000 to 20,000.——Thomas John Newbold, English soldier, traveller and orientalist.
（中译）... 1828年的马来小镇瓜登不仅是大而且人口多.... 华人很多，主要住在坚固的砖房，瓜登现在已经像一个古老而悠久的殖民地区。该镇的华人口估计有600人，马来人人口有1万5至2万人。——托马斯·约翰·纽伯尔德，英国士兵，旅行家和东方学者。

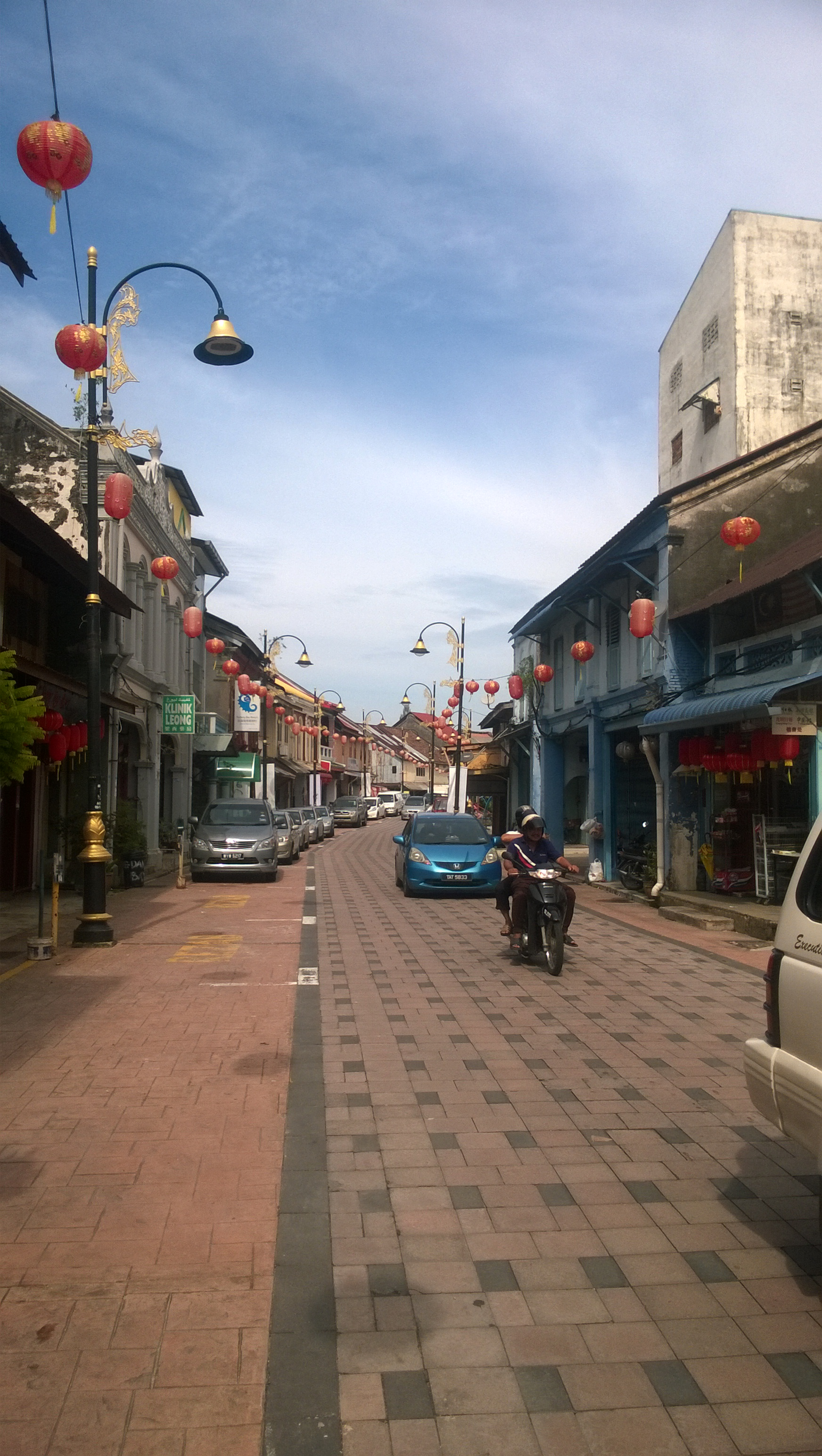
唐人坡一景

早在十世纪（宋朝），中国的书册中就已经提到登嘉楼的港口。爪哇14世纪的满者伯夷王国的记录中也将瓜登列为其贸易中心名单。一些证据指出唐人坡可能是在中国海军郑和返回中国的1419至1719之后，亚历山大和约瑟夫在1719至1720年访问了瓜登期间之前左右开埠。
相信明朝的亲善大使鄭和在公元1414年曾带领一艘庞大的船并有约二百艘船只和约28,000名海军官员和船员伴随其前往瓜登。这是根据郑和在第四次访问西域时所访问绘制的地图来作为证据。
在郑和访问之后，中国海岸地区的农民，其中以福建省的漳州市人占多，先到登嘉楼达都山和尼鲁斯河沿岸定居。登嘉楼华人先贤在当时将尼鲁斯河命名为“三保港”（意为郑和的河，在这里「三保」指郑和，「港」在方言中意思为河），并在日郎（Jeram）建了三保庙以纪念郑和。
唐人坡的华人主要在海滨地区进行贸易，并在当地统治者的特许权下从事贸易，其业务包括从附近的马来社区出售和交易纺织品、金属制品和木制品等手工艺品，以及商业贸易，出口丝绸、春黄菊、樟脑、胡椒和黄金等商品至外国。
到十九世纪中期，随着锡矿和工业的蓬勃发展，瓜登和整个马来亚的华人人口随着新移民的到来而大大增加。位于马来西亚半岛东海岸的瓜登是早期从中国至东南亚的贸易路线的停留处。那些爱上这片土地的人在这里短暂停留后，便继续坐船前往霹雳州和吉隆坡以进行采矿作业。唐人坡也成为瓜登华人人口最多的地区。

## 建筑

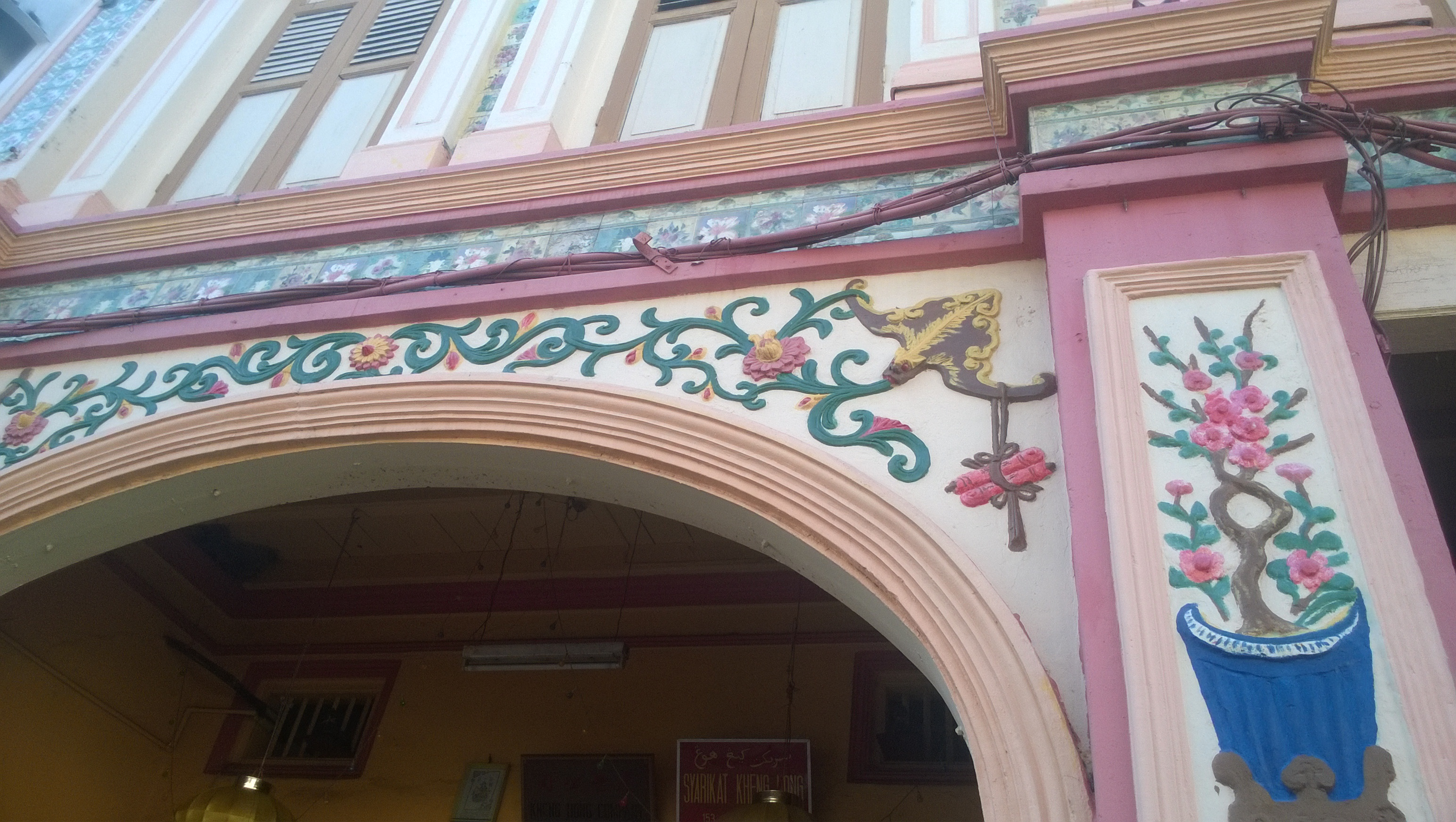
其中一个店铺的外观

唐人坡大约在300多年前由华南地区的商人开埠，是瓜拉登嘉楼第一个商业和贸易区，区内最古老的建筑（其中许多为店屋）可追溯到十九世纪末。时至今日，这里还有超过270个战前华人店屋。这些商店中的许多原本是用砖、石膏和木材制成的。目前，由于一些建筑年久失修，所以当地开始对一些建筑物进行装修。
早期的华人移民选择在登嘉楼河河床附近建造店屋，因为该位置能让船只直接通往海港。 如其他马来西亚州属的典型唐人街一样，这里的建筑融合了各种风格，如典型的中国南方设计、 新古典或装饰风艺术。这些店铺的外观根据其风格而有所不同。例如，新古典主义建筑的装饰相当精致和华丽，而较旧的建筑通常是平淡和简单的。
唐人坡的每个店屋都不是独立的建筑。相反，许多不同的店屋彼此连接并形成一个似走廊的结构。许多后巷将这些走廊分开。唐人街的店屋是商业建筑，也是私人建筑，大部分高两层楼。拥有商业店铺（如杂货店、轻工业或仓库）的家庭通常将使用地面楼进行商业和贸易，并居住在较高的楼层。许多店屋都具备“五脚基”（Kaki Lima）一个位于店屋前的通道。之所以称为“五脚基”是因为早期店屋前的通道宽度为五英尺，而后来屋前走廊的规定宽度也调整至七英尺半。

## 文化

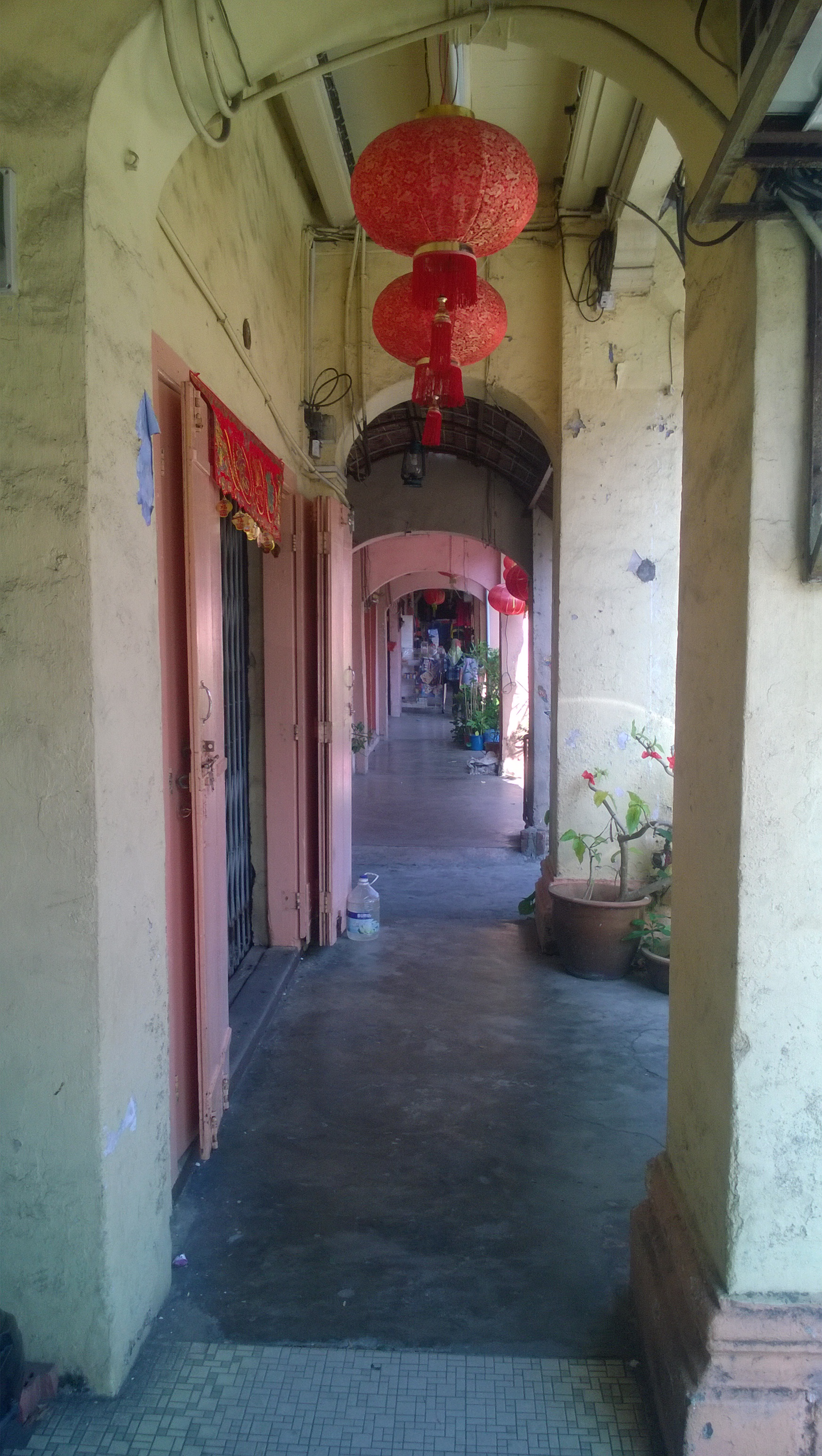
唐人坡的一个“五脚基”，五脚基是马来西亚华人聚集地常见的结构。

登嘉楼唐人坡的文化是马来西亚和中国传统与生活方式的混合体。中国传统习俗在唐人坡内随处可见，而当地居民也庆祝春节的来临。唐人坡在登嘉楼马来文化的影响下形成了一个土生华人社区，在当地被称为“美娘阿旺”。尽管登州“美娘与阿旺”与马六甲、槟城的“峇峇娘惹”土生文化有许多相似之处，但在起居作息上，还是有许多不同的地方，形成了独特的次文化和生活方式。美娘阿旺社区主要居住在唐人坡和瓜登市区14公里外的猪莪（Tirok）。
与槟岛和马六甲的峇峇娘惹相似，登嘉楼土生华人妇女的传统服装是哥峇雅的Potong Kot款式。而典型的哥峇雅拥有许多刺绣。
当地的华人饮食（特别是土生华人）受到东海岸文化的影响。其中有由江鱼仔制成的Budu鱼酱。而主要登嘉楼华人美食都可以在唐人坡找到这里可以找到。唐人坡也有许多传统咖啡店（Kopitiam）、咖啡店和餐厅，其中大部分售卖华族美食，一些也有售卖马来和印度美食。
顾名思义，唐人坡的居民和商家大多数为华人，不过现在也有一些马来人和印度商人。小杂货店、肉店、五金店、传统咖啡店、咖啡馆、餐馆等都可以在这里找到。唐人坡的许多店铺已经在这里经营了数十年，并将他们的店铺交给下一代经营。

## 旅游景点
2004年，当地政府宣布将拥有的多样历史建筑的唐人坡宪报为登嘉楼的文化遗产。作为瓜登华社的核心地带，建于1801年和1896年的和安宫和天后宫皆位于此。和安宫拥有一尊妈祖神像。不辛的是，一场火灾烧毁了60％的寺庙结构。在修复工程完工后和安宫便再次对外开放。另一个地标为建于19世纪的老爹井，其在1875年落成，据信是由林庆云（1820-1882）于1875年挖掘建成的并对外开放，为社区提供水源。它旁边建有两个六米高的独立浴室，并分别供男女使用。即使经过多年岁月，它仍然向唐人街的居民提供洁净的水。
这里的许多建筑在不破坏遗产的价值下进行复原和美化活动以使其更具吸引力。虽然店铺仍然保留其独特的特点，但却比以往更加明亮。目前仍然可以看到在几个店屋正在进行维修工作。唐人坡的许多地方都可以找到壁画。唐人坡的新景点是它的后巷，因其被美化成具有各种主题后巷。例如，最窄的后巷海龟巷的墙壁和地砖被画上各种海龟的图案。黃新禧文化街是另一个具有主题的后巷。这条小巷置放了一个殖民地时代的电话亭和一个经典的红色铁制邮箱（目前仍在使用中）。墙壁则展出唐人坡店屋的旧标志牌和几幅汉朝时代的诗画。这些后巷已吸引游客和摄影爱好者前来拍照。
唐人坡也以其当地美食闻名，如方形小面包（Roti paung）、榴莲蛋糕和由宝刀鱼制成的白色条状鱼饼。当地拥有许多美食中心和现代餐馆，售卖马来西亚三大民族的美食。

## 图片集

登嘉楼唐人坡的街道
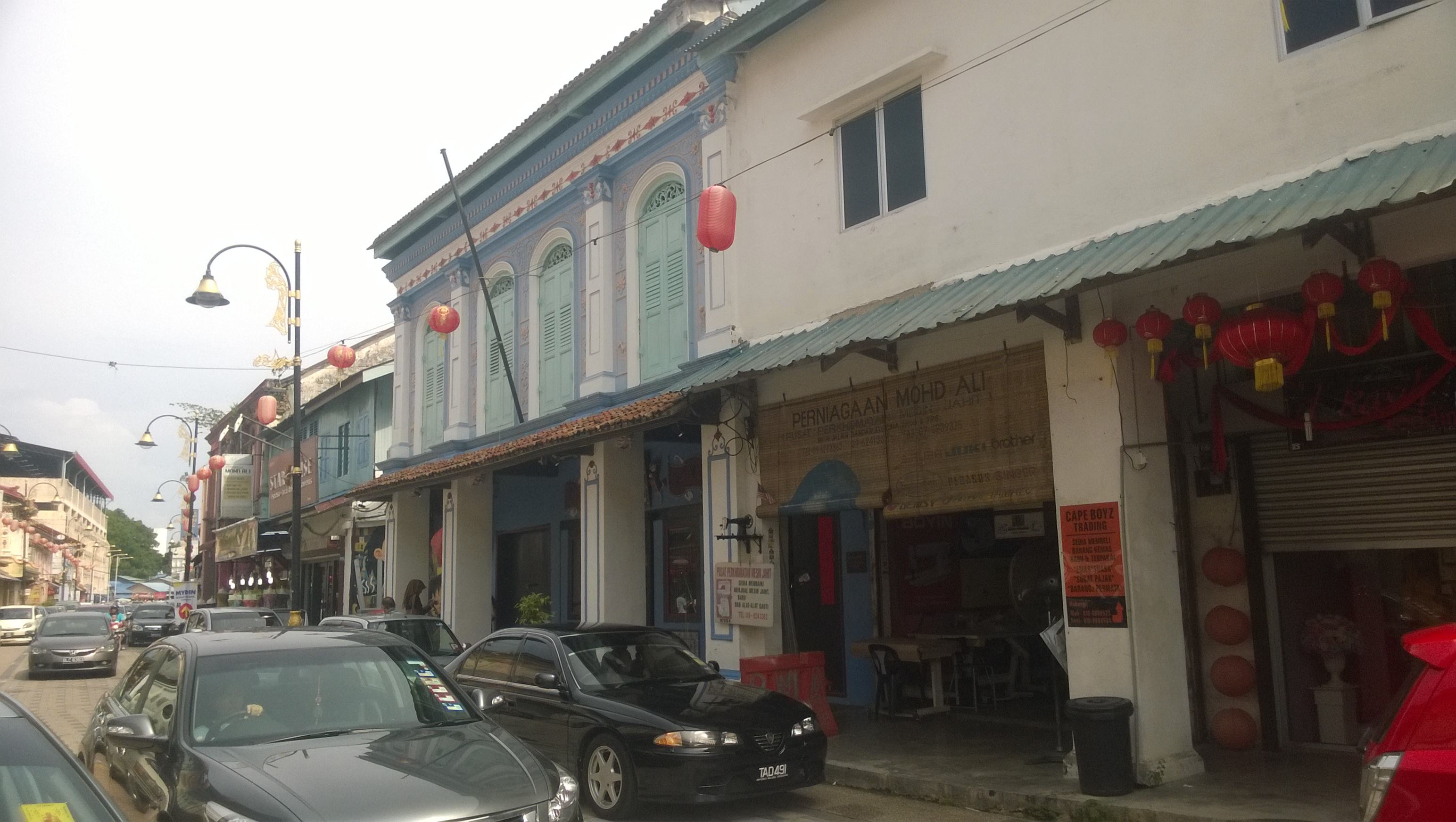
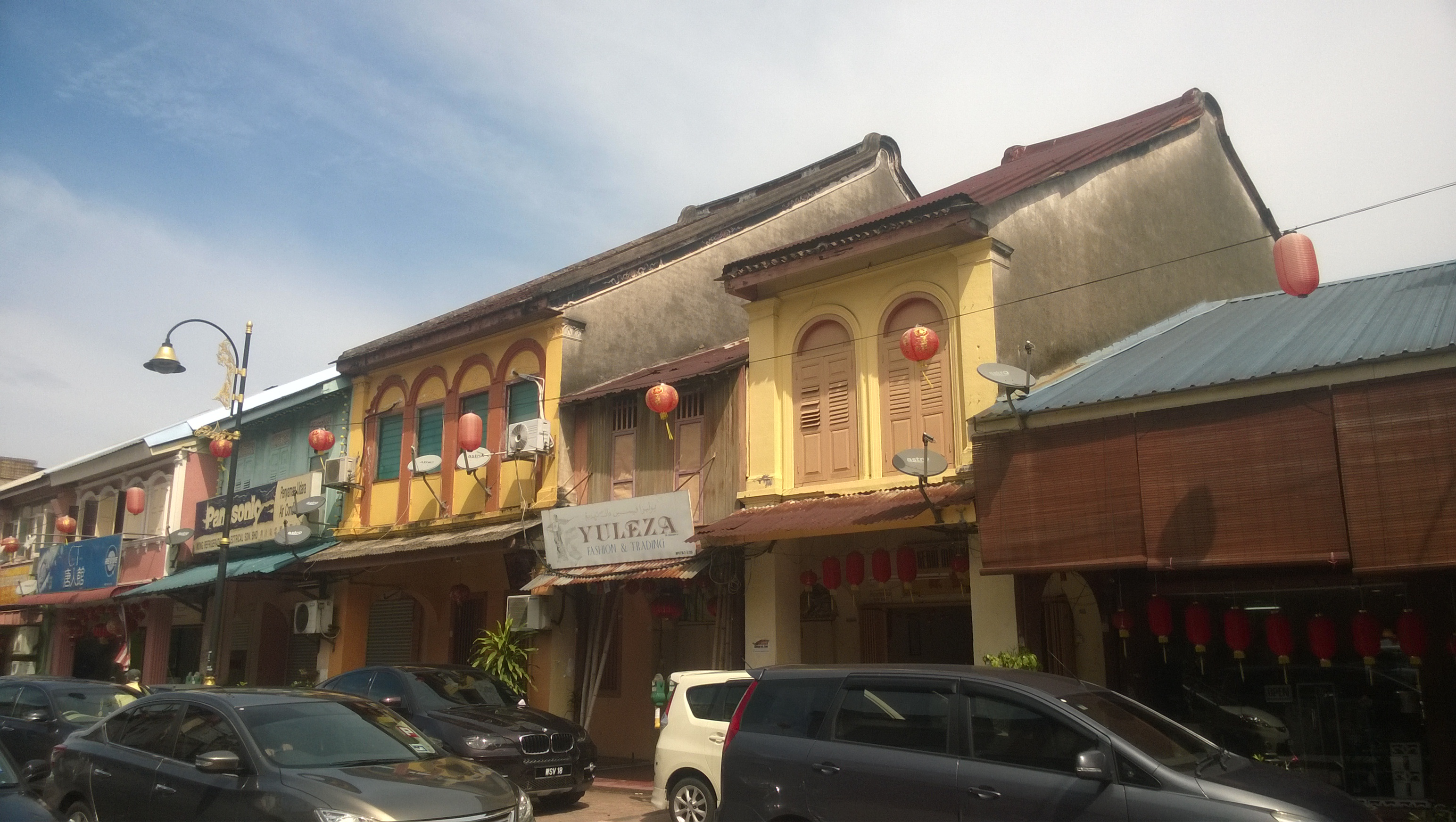
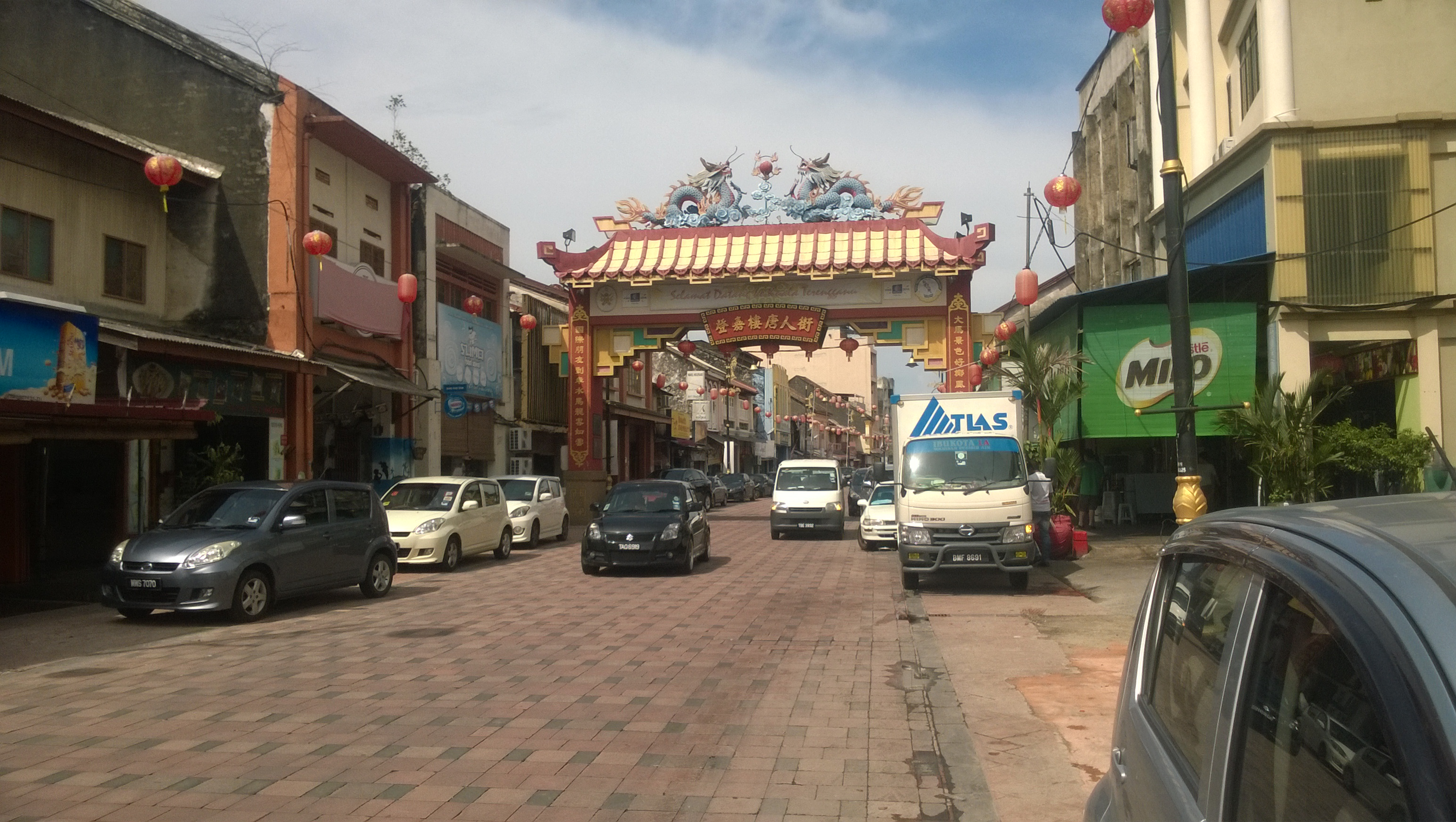